# Rhynchostegium esquirolii
Rhynchostegium esquirolii là một loài rêu trong họ Brachytheciaceae. Loài này được Cardot & Thér. mô tả khoa học đầu tiên năm 1911.